# バトラー郡 (ケンタッキー州)
バトラー郡（英: Butler County）は、アメリカ合衆国ケンタッキー州の南西部に位置する郡である。2010年国勢調査での人口は12,690人であり、2000年の13,010人から2.5%減少した。郡庁所在地はモーガンタウン市（人口2,394人）であり、同郡で人口最大の都市でもある。バトラー郡は1810年に、州内53番目の郡として設立された。
郡内のどこにおいてもアルコール飲料の販売が禁止されている「ドライ郡」（禁酒郡）である。

## 歴史
郡内のグリーン川沿岸には多くの考古学遺跡がある。1932年の調査で9つの遺跡が発見され、その多くは、カールストン・アニス貝塚やデウィーズ貝塚など一群の貝塚である。
現在バトラー郡となっている地域に最初に入ったのはリチャード・C・デリアムとジェイムズ・フォージーの一家であり、ベリーズリックと呼んだ町を設立した。最初の産業は塩の製造だった。
1810年1月18日、ケンタッキー州議会が、ローガン郡とオハイオ郡の一部を合わせてバトラー郡を設立した。郡名はアメリカ独立戦争の軍人であり、1791年にウォバッシュの戦いで戦死したリチャード・バトラー少将（1743年-1791年）に因んで名付けられた。
バトラー郡には南北戦争で戦った両軍の兵士を称える記念碑があることでは、州内に2つしかない郡の1つである。モーガンタウン市にある南軍・北軍兵士の碑は1907年にバトラー郡庁舎前芝生で除幕された。

## 地理
バートラー郡は西部炭田地域に属している。アメリカ合衆国国勢調査局に拠れば、郡域全面積は431.52平方マイル (1,117.6 km2)であり、このうち陸地428.08平方マイル (1,108.7 km2)、水域は3.44平方マイル (8.9 km2)で水域率は0.80%である。

### 交通
バトラー郡はその歴史の大半で輸送のための幹線としてグリーン川を使ってきた。鉄道が経済的に重要になってくると、ビーバーダムとオーエンズボロを結ぶアメリカ国道231号線のように、主要交易拠点を結ぶ一連の道路を建設することで補ってきた。1965年、ウッドベリーの閘門とダム第4号が完成し、1980年にアメリカ陸軍工兵司令部によってロチェスターの閘門とダム第3号が閉鎖された後、グリーン川の交通はなくなった。1970年にはウィリアム・H・ナッチャー・パークウェイが完成し、全国的な州間高速道路網とこの地域が結ばれた。

### 隣接する郡
- オハイオ郡 - 北西
- グレイソン郡 - 北東
- エドモンソン郡 - 東
- ウォーレン郡 - 南東
- ローガン郡 - 南
- ミューレンバーグ郡 - 西

## 人口動態
以下は2000年国勢調査による人口統計データである。
| 基礎データ - 人口: 13,010人 - 世帯数: 5,059 世帯 - 家族数: 3,708 家族 - 人口密度: 12人/km2（30人/mi2） - 住居数: 5,815軒 - 住居密度: 5軒/km2（14軒/mi2） 人種別人口構成 - 白人: 97.88% - アフリカン・アメリカン: 0.52% - ネイティブ・アメリカン: 0.22% - アジア人: 0.17% - その他の人種: 0.60% - 混血: 0.61% - ヒスパニック・ラテン系: 1.04% 年齢別人口構成 - 18歳未満: 25.3% - 18-24歳: 9.5% - 25-44歳: 29.2% - 45-64歳: 23.2% - 65歳以上: 12.8% - 年齢の中央値: 36歳 - 性比（女性100人あたり男性の人口） - 総人口: 99.0 - 18歳以上: 96.2 | 世帯と家族（対世帯数） - 18歳未満の子供がいる: 34.4% - 結婚・同居している夫婦: 60.3% - 未婚・離婚・死別女性が世帯主: 9.3% - 非家族世帯: 26.7% - 単身世帯: 23.7% - 65歳以上の老人1人暮らし: 10.3% - 平均構成人数 - 世帯: 2.52人 - 家族: 2.98人 収入と家計 - 収入の中央値 - 世帯: 29,405米ドル - 家族: 35,317米ドル - 性別 - 男性: 26,449米ドル - 女性: 19,894米ドル - 人口1人あたり収入: 14,617米ドル - 貧困線以下 - 対人口: 16.0% - 対家族数: 13.1% - 18歳未満: 18.5% - 65歳以上: 22.5% |

## 都市と町
- モーガンタウン - 郡庁所在地
- ロチェスター
- ウッドベリー

## 著名な出身者
- トマス・ハインズ – 南北戦争の南軍スパイ、戦後はケンタッキー州控訴裁判所首席判事